# 赫尔曼·布施
维克托·赫尔曼·布施·贝塞拉（西班牙語：Víctor Germán Busch Becerra，1903年3月23日—1939年8月23日），玻利维亚政要、军事将领，曾于1937年至1939年担任玻利维亚第36任总统。在担任总统之前，他曾参加查科战争，并在战后创立退伍军人军团最高领袖，以及玻利维亚军队总参谋长等职务。
布施出生于埃尔卡门德伊泰内斯或圣哈维尔，并在特立尼达长大。早年就读于陆军军事学院，在查科战争中，因作战勇猛，他在军中声名鹊起，并两度参与军事政变，分别于1934年、1936年推翻了丹尼尔·萨拉曼卡以及何塞·路易斯·特哈达·索尔萨诺所领导的文人政府。在其导师戴维·托罗上校于1936年成为军政府领袖後，布施成为托罗领导的军政府成员之一。1937年7月13日，布施再度发动政变，迫使前者辞职，随即成为军政府领袖。
作为一名战争英雄，布施受到当时改革派社会运动的影响，继承发展了托罗的军事社会主义意识形态，并召开了1938年国民大会，选举他成为合法总统，并颁布了1938年宪法，这部宪法被誉为“社会宪法”，因为它确立了政府对国家自然资源财产的管理权，暗示了财产的社会功能，并承认了原住民的公有土地。然而，缺乏政治经验以及习惯了严格的军事管理体制，削弱了其领导左翼政党的能力，并最终导致他在1939年解散国会，建立自己的独裁统治。在此期间，他颁布了大量行政法令，包括新的劳动和学校法规以及矿业货币法，其中后者令玻國政府获益匪浅，但也得罪了国内强大的矿业寡头势力。
1939年，受到保守党派强大压力、政府内部腐败丑闻以及日益加深的个人抑郁症的影响，布施于当年8月23日自杀身亡，结束了玻利维亚的军事社会主义时代。其一生被传奇和争议所笼罩，其出生地以及意外身亡的死因，至今仍存在争议。

## 早年生涯
赫尔曼·布施出生于1903年3月23日，是家中六个孩子中的第五个，其父母分别是巴勃罗·布施·维森内尔（Pablo Busch Wiesener）和拉克尔·贝塞拉·比亚维森西奥（Raquel Becerra Villavicencio）。父亲巴勃罗·布施是祖籍德国明斯特的医师，後移民至玻利维亚；而母亲拉克尔·贝塞拉则为特立尼达的意大利裔。由于一家人经常旅行，他们的孩子也出生在该国的不同地区，这使得布施的确切出生地成为历史争议的根源。一些历史学家指出，布施的出生地是圣克鲁斯省的圣哈维尔，而另一些人则认为他的出生地是贝尼省北部的埃尔卡门。
布施的侄孙历史学家罗兰多·罗达·布施（Rolando Roda Busch）则透过两份历史文献指出布施出生于圣克鲁斯省的圣哈维尔，第一份是布施于1903年8月25日在圣哈维尔受洗的证明；第二份文件是其父巴勃罗·布施的遗嘱，这张遗嘱在公证人和七名证人的见证下写成，巴勃罗·布施也在其中列出了他子嗣的名字以及他们相应的出生地。但是，历史学家罗伯特·布罗克曼（Robert Brockmann）认为这份遗嘱的内容是错误的，并非因为巴勃罗·布施有意为之，而是因为这份遗嘱是在他逝世前写下的。布罗克曼引用了布施母亲拉克尔·贝塞拉的说法，并引用了历史学家罗赫尔斯·贝塞拉（Rógers Becerra）和阿纳尔多·利赫龙（Arnaldo Lijerón）收集的证词。根据这份证词，布施出生在贝尼省埃尔卡门（El Carmen）的拉潘皮塔农场（La Pampita），当时他们一家正在乘船穿越白河前往圣哈维尔，并到达烏魯比查，然后乘马车前往阿森松德瓜拉約斯，再到圣哈维尔，赫尔曼·布施也在那里接受了洗礼。工程师兼历史学家罗道夫·平托·帕拉达（Rodolfo Pinto Parada）还计算出这条路线解释了布施3月份出生和8月份受洗之间的时间出入。
尽管学者们對布施的出生地存在分歧，但两种说法都一致认为布施的出生年份是1903年，而先前的史学家则认为布施的出生日期定为1904年3月23日。布施出生几周后，其父巴勃罗·布施抛弃家人返回德国，而拉克尔·贝塞拉带着孩子搬到了家乡特立尼达，布施在那里度过了他的童年时光。逐渐长大后，布施曾就读于国立八月六日学校（Colegio Centenario Nacional 6 de Agosto），在16岁时，他与一位女同学的恋情引发校方不满，他还因此与校长阿古斯丁·里维罗（Agustín Rivero）发生了肢体冲突，最终遭到学校开除。

## 初入军营

在军校受训期间的赫尔曼·布施（后排左起第二位）

布施被国立八月六日学校开除後，他的家人考虑到其志愿及体能，决定让他去首都拉巴斯的陆军军事学院学习，他的姐夫塞缪尔·阿维拉·阿尔瓦拉多（Samuel Ávila Alvarado）为他获得了进入军校必须的良好行为证明。为了前往拉巴斯，布施参加了洛马苏亚雷斯的游泳比赛，赢得了第一名，并用奖金为自己和他的三个朋友塞费里诺·里奥哈·阿蓬特（Ceferino Rioja Aponte）、埃内斯托·温德·卡马戈（Ernesto Wende Camargo）和塞尔希奥·里贝拉（Sergio Ribera）购买了蒸汽船的船票。他们一行人沿河航行到托多斯桑托斯（Todos Santos），然后骑着骡子穿过科恰班巴，并于1921年12月抵达拉巴斯。1922年1月16日，18岁的布施进入了陆军军事学院就读。
布施进入军校後，虽然在体育锻炼和训练方面表现出色，但他也面临着校纪和专心学习方面的挑战。同为军校学员的阿方索·阿拉纳·甘达里亚斯（Alfonso Arana Gandarias）将布施描述为“一个脾气暴躁、暴力的人，容易从多愁善感的状态转变为愤怒的状态”，而这种状态最终体现在他一生的自杀倾向中。在军事学院学习期间，布施曾两次试图自杀。第一次发生在一个学期，当时他有两、三门科目不及格，导致他试图用步枪自杀，阿维拉表示，“同学们好不容易才阻止了他”。第二次发生在一名学生的聚会上，当时布施与一位名叫吉列尔莫·埃斯特拉达（Guillermo Estrada）的学员几乎要打了起来。在彼此分开的时候，布施设法拔出左轮手枪，但不是指向埃斯特拉达，而是指向自己的太阳穴，但最后被其他与会的客人阻止了。
1927年1月4日，布施以少尉军衔从军事学院毕业，并被分配到坎佩罗步兵团，但他对指挥重机枪不感兴趣，而且喜欢与其他军官争吵，因此，他在六周后被上级重新分配到科帕卡巴纳的宪兵队。在此期间，他结识了戴维·托罗上尉，两人建立了良好的关系，托罗还要求将布施调到他指挥的比亚查的因加维骑兵团，以方便将布施培养成自己的门徒。

### 婚姻
布施就读的军事学院位于委内瑞拉女子中学附近，由于两者相邻，不少军校生會与女学生相恋。1926年，布施在这里遇到了瑪蒂爾德·卡莫纳·罗多（Matilde Carmona Rodó），一位出身波托西没落矿山主家庭的女子。当时，布施的外表和名声让他在女学生中很受欢迎，包括卡莫纳在内，有不少学生恋慕布施；而布施则是学生报纸《理想女性》（Ideal Femenino）的忠实读者，亦對身为报纸出版者的卡莫纳颇有好感，两人随即坠入爱河。毕业后，布施调离拉巴斯，但两人继续保持联系，他一有机会就会去拉巴斯看望卡莫纳。1928年初，布施回到拉巴斯，并向卡莫纳的家人求婚，但当时的军法禁止上尉军衔以下的军官结婚，布施为此向军方报请专案处理，并得到了总参谋长基罗斯将军的首肯，最终，布施与卡莫纳得以于1928年2月18日结婚。
婚后，布施被军方派往科恰班巴郊区服役，在科市任职期间，身为少尉的他只有微薄的薪水，再加上夫妻二人的儿子胡安·赫尔曼（Juan Germán）、奥兰多（Orlando）先后于1928年12月、1929年11月相继出生，抚育子女的开销增加，导致全家一度陷入经济困境，只能依靠朋友安赫尔·霍尔丹（Ángel Jordán）的接济度日。

### 1930年政变
1929年，布施携家人返回拉巴斯。经戴维·托罗亲自推荐，总参谋长汉斯·昆特将军任命布施为其私人副官，然而，布施和昆特的关系很快就恶化了。布施在写给卡洛斯·蒙特内格罗的信中表示，担任昆特助手期间，他感到“权力缩水，在层级结构中落后”。
布施进入总参谋部时，正值埃尔南多·西莱斯总统宪法任期的末期。为了在维护自身政权合法性的同时扩大权力，西莱斯于1930年5月下旬辞职，转而支持他的部长会议，并委托部长会议召开全国代表大会，修改宪法，使他能够史无前例地寻求连任，但其延长任期的计划适得其反，國內爆發了学生抗议活动，同年6月25日，陆军军事学院也發生起义，但总参谋长昆特选择了保持沉默。
与此同时，布施收到妻子的消息，宣称她的兄弟埃利奥多罗·卡莫纳（Eliodoro Carmona）和姐夫里卡多·戈伊蒂亚（Ricardo Goitia）以及其他军官被佩雷斯率领的叛军拘禁。6月25日上午，布施未经昆特授权，在十四到十七名士兵的護送下，前往米拉弗洛雷斯的军团总部，释放了被捕的军官。第二天凌晨4点，布什率领18名士兵夺回了军事学院，当时该学院由两名士官和18名年轻的学员守卫，其中最小的学员只有12岁。
布施随后将目光转向埃爾阿爾托的空軍学校，该校的起义军官们一度控制了拉巴斯一带的领空，但托罗下令布施撤退，同年6月28日，军事起义成功推翻政府，布施返回家中，並向妻子抱怨道：“我所做的一切都是徒劳，现在一切都因昆特将军的无能而化为乌有。” 作为对布施支持西莱斯政府的惩罚，卡洛斯·布兰科·加林多临时政权将他调往羅沃雷的偏远军事哨所。

### 聖伊格納西奧·德·薩穆科斯探險
1931年1月，布施晉升為中尉，受總統丹尼爾·薩拉曼卡委任，率領一支由30人組成的軍事特遣隊，負責尋找耶穌會位于大廈谷地區聖伊格納西奧·德·薩穆科斯的傳教站遺址。玻國政府希望藉由是次考察，為其對查科地区北端的主權声索提供法律依据。第一次探險始於3月25日，結束於5月23日之後的某個日期，布施在那天記錄了一輛滿載補給品的馬車被送到了那些憔悴的士兵手中。第二次探险在当年8月，由中校安赫爾·阿約羅阿（Ángel Ayoroa）率領，布施也参加了。同年9月，拉巴斯政府認為發現陶器和水力發掘设施足以證明聖伊格納西奧·德·薩穆科斯教堂的存在，並召回了阿約羅阿探險隊。担後來的考古結果表明，查科地區用於建造該教堂的材料不足，因此考察人员最終也沒有發現任何遺跡。儘管如此，這些探險隊员還是在10月26日被当局授予安地斯禿鷹勳章大官勳章。

## 查科战争
玻利維亞和巴拉圭因北查科地區归属爭議，緊張局勢不斷升級，這最終導致兩國於1932年9月9日爆發戰爭。而參加了聖伊格納西奧·德·薩穆科斯探險的布施暂时擺脫了在羅沃雷的半流放狀態，並被当局調至科恰班巴的第六騎兵團。布施對战争消息感到欣慰，他在日記中寫道：「我睡得很好。我們要去博克龍的消息傳開了，我想我終於要知道我們一直期盼的是什麼了：戰爭！」
查科战争爆发的9月9日，第六騎兵團抵達穆尼奧斯。這支部隊增援了通往博克龍道路上尤克拉的防禦，擊退了巴拉圭「庫魯帕伊蒂」（Curupayty）團和「科拉萊斯」團（Corrales）的多次攻擊。然而，巴拉圭軍隊多次試圖從尤伊拉的堅固陣地突破博克龍的圍攻，但都以失敗告終。9月21日至22日夜間，赫爾曼·布施中尉和阿圖羅·蒙特斯（Arturo Montes）中尉率領15名第六騎兵團士兵經博克龍-尤伊拉撤退。這場戰鬥最終以玻利維亞軍隊的失敗和巴拉圭軍隊奪回博克龍堡而告終.儘管如此，由於布施率領增援部隊進入博克龍，並突破圍城率領主力撤退，他也因此战晉升為上尉。關於玻軍的撤退，布施在日記中寫道：“我們穿過槍林彈雨...開始撤退。屠殺仍在繼續。死亡人數危險地增加...我們最終設法穿過了敵軍所在的整個區域，到達了指揮部，並要求麵包和水。我們不再是離開奧魯羅時那些熱情而堅強的男孩，我們只是想離開了，我們只是他們的幽靈。”

查科戰爭的戰鬥人員。 （左起）烏戈·巴利維安、大衛·托羅、加布里埃爾·戈薩爾韋斯、恩里克·佩尼亞蘭達、恩里克·巴爾迪維索、安赫爾·羅德里格斯和布施

1932年11月，在巴拉圭防線後方的一系列突擊行動中，布施率領部隊襲擊了三、四輛巴拉圭軍車，擊斃了三十七名巴拉圭士兵和三名軍官，陣亡的軍官包括埃爾曼·貝利利亞（Hermán Velilla）中尉，他出身亞松森一個顯赫的自由黨政治世家，這一壯舉使布施在敵方中聲名狼藉。1933年3月11日，他的部隊攻佔了阿利瓦塔堡，並繳獲了大量戰爭物資。為了表彰他的英勇，他被当局升职为「蘭薩」第六騎兵團的指揮官。當月，該團參與了三次成功的攻勢，其中一次攻佔了費南德兹堡。
1933年下半年，在坎波維亞之圍中，玻利維亞有9,000名士兵阵亡或被俘，薩拉曼卡總統因此解除了昆特的總參謀長職務，並任命恩里克·佩尼亞蘭達為新任武裝部隊總司令。佩尼亞蘭達的總參謀部由大衛·托羅、安赫爾·羅德里格斯、奧斯卡·莫斯科索和赫爾曼·布施組成。布施被任命為第一軍參謀長。布施最初拒絕了這一職位，但在托羅的勸說下，他加入了玻利維亞最高指揮部，並於1933年12月30日晉升為少校。布施利用他的新指揮權，主張更多地進行遊擊行動、戰術撤退和突襲，而不是長期防禦和大規模攻擊，他認為後者會消耗兵力和物资。

### 1934年政变
在查科戰爭中後期，玻利維亞軍队居于劣势、每况愈下。与此同时，在1934年11月，薩拉曼卡總統與武裝部隊總司令恩里克·佩尼亞蘭達之間的衝突達到臨界點。同年11月26日，薩拉曼卡解除了佩尼亞蘭達的職務，並任命何塞·萊昂納多·蘭薩將軍（José Leonardo Lanza）為總司令。第二天，薩拉曼卡親自前往塔里哈省比亞蒙特斯前线的軍事總部，宣布解除佩尼亞蘭達的職位。當天，效忠佩尼亞蘭達的軍人，包括大衛·托羅上校、奧斯卡·莫斯科索和赫爾曼·布施，決定抵制這一命令，並策劃了一場反總統的陰謀。玻利维亚的部隊直接從僅十二公里外的前線撤出。在布施親自指揮下，手持步槍和機關槍的士兵包圍了薩拉曼卡總統居住的小屋，並用大砲對準了小屋。薩拉曼卡也被布施的部队逮捕，軍方首領隨後迫使他辭職，這場被稱為「比亞蒙特斯鎮壓」的事件就此結束。為了維護民主的面子，軍方允許副總統何塞·路易斯·特哈达·索尔萨诺就任總統，以監督两国最终停火。
在政變後的1935年1月，布施被授予大十字軍功章，並於7月晉升為中校。同年6月，與巴拉圭停戰幾週後，總統索尔萨诺邀請布施加入內閣，在國防部任職，但遭到軍方領導層的拒絕，後者提議由路易斯·阿涅斯（Luis Añez）中校加入国防部。10月5日，第一批復員部隊和武裝部隊高級指揮部抵達拉巴斯。幾週後，軍方領導層返回查科地區指揮部隊復員和遣返戰俘，布施則暫時擔任駐拉巴斯卫戍部队的總參謀長。隨後，他組建了一支由查科騎兵團三個團組成的旅級軍營。從本質上講，這個職位使布施能夠控制國家行政中心內的所有軍事行動。

## 政治崛起
1935年6月，玻利維亞在查科战争中敗於巴拉圭，玻國也陷入政局動盪，舊政治秩序失去了大多數民众支持。儘管自稱「社會主義者」的政治運動開始在全國興起，但軍方卻發現自己正深陷內部權力鬥爭之中。儘管許多人將查科戰爭的失敗歸咎於寡頭統治的傳統政黨，但軍隊的高級軍官團也因其失敗的策略而名譽掃地。
在內部權力鬥爭中，年輕的軍官團以驚人的速度晉升，沒多久就迫使軍方的舊勢力為他们让路。這些同情國內左翼運動的年輕軍官，很快就團結在赫爾曼·布施中校周圍，布施亦於1935年9月13日組建了退伍軍人軍團，該軍團迅速發展成為一個強大的政治和軍事組織。然而，布施雖然堅信社會變革的必要性，卻缺乏政治頭腦，無法形成自己的政治意識形態。意識到了這一點的布施和他身邊的年輕軍官們，最終選擇了政治上更精通、但革命性稍遜的戴维·托罗上校來領導他們的運動。

### 1936年政变

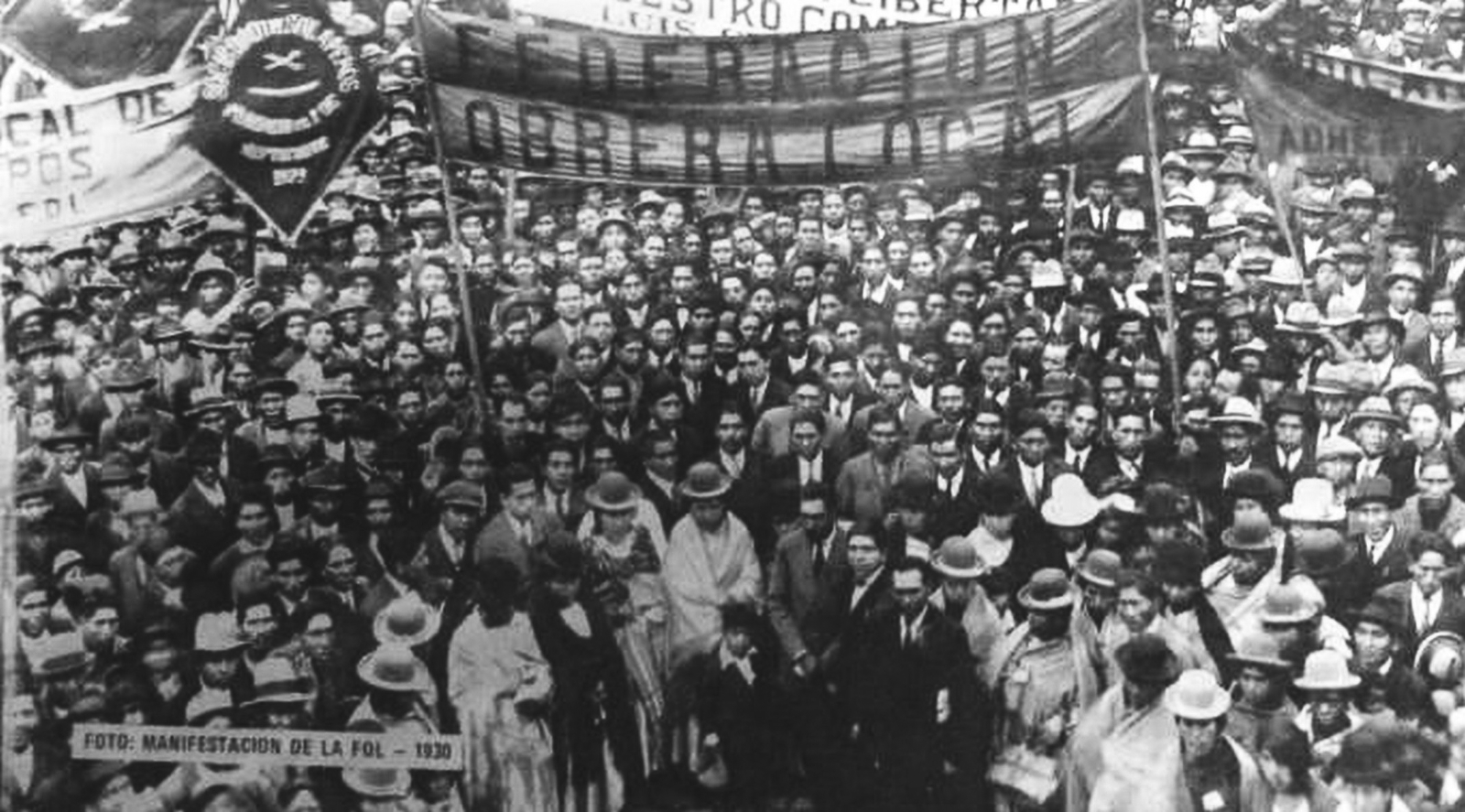
1936年玻利维亚政变期间，参加罢工的工人团体

在玻利維亞其他地區，工會在通貨膨脹迅速上升的情況下宣布罷工，並要求当局提高工資和福利待遇。包括布施在內的軍方都認為總統何塞·路易斯·特哈达·索尔萨诺是舊政治精英之一，並认为他不負責任地將人民帶入戰爭，卻沒有提供他們足夠的裝備來贏得戰爭，因此导致了玻利维亚的败北，因此，政府下令軍方干预罷工卻無人理會也就不足為奇了。當時，勞工工人聯合會領導人瓦爾多·阿爾瓦雷斯（Waldó Álvarez）與布施、托罗会面，而后者承诺軍隊不會對抗議者採取镇压行動。1936年5月，玻利维亚有史以來規模最大的罷工運動爆發，罷工活动在5月17日達到高潮。此前一天的晚上，軍方已经佔領了拉巴斯的多座建築，隨後布施領導的軍方也成功迫使特哈达·索尔萨诺辭職。一個由文職和軍方組成的軍政府很快就成立，布施被任命為臨時總統。不流血政變後的當天下午，布施和阿爾瓦雷斯開始談判，工會的所有要求都得到了滿足。随后，布施擔任臨時總統，当时，其导师大衛·托羅正在查科监督解除武裝的部队返鄉，托罗於5月20日返回玻利维亚，隨後於5月22日接替布施出任总统，布施则以新成立的軍政府領導人之一加入政府領導階層。

### 在托罗政府内
就任总统後，大衛·托羅主持了一項名為「軍事社會主義」的改革實驗，该改革实验由布施倡導，在一年多的時間內，軍事政府與勞工、左翼運動聯合起來。然而，隨著時間的推移，布施和他身邊的年輕軍官開始對左翼聯盟的政治手腕感到不安。他們尤其對恩里克·巴爾迪維索領導的統一社會主義黨中的溫和社會主義者與前总统包蒂斯塔·萨韦德拉領導的社會共和黨之間持續的倾轧感到不滿。萨韦德拉前總統是一位老谋深算的政治家，他既維護戰前幾代政治人物的既得利益，又透過採用社會主義語言來吸引戰後一代人，從而使他的政黨在自由主義時代的舊體制與戰後時代的新社會主義之間保持著微妙的平衡。他領導的社會共和黨曾是與特哈达·索尔萨诺政府結盟的三大傳統政黨之一，但在特哈达·索尔萨诺政府似乎失去生存能力時，該黨卻倒戈，加入了聯合社會主義者陣營，反對索尔萨诺。
由於巴爾迪維索領導的社會主義者不信任社會主義黨中的“右翼分子”，而萨韦德拉則反過來批判政府中有“共產黨員”，統一社會主義黨-社會共和黨组成的执政聯盟迅速破裂。這些複雜的陰謀令布施感到沮喪，他於1936年6月21日在托羅總統事先不知情的情況下，在軍政府內部發動了政變，亦迫使萨韦德拉流亡至智利，軍方與民間左翼的聯盟也隨之瓦解，武裝部隊從此獨立執政。布希在向全國發布的宣言中表示：“左翼政黨通過看似明確界定的協議團結起來，却毫不猶豫地打破了這些協議”，因此軍隊決定在沒有這些協議的情況下治理国家，亦從退伍軍人和勞工運動中獲得支持基礎。
托羅被迫接受了布施发动的政變，布施随即憑藉其總參謀長的職位鞏固了對軍隊的控制，令托羅逐漸對他更加依賴。1937年3月3日，布施試圖辭去總參謀長的職務，就清楚地表明了這一點。這場針對托羅的不信任动议動搖了他的政府。托罗總統在軍官們的強烈抗議中拒絕了布施的辭呈，軍官們透过行动進一步向托羅表明，他們效忠的是布施，而不是他。

### 1937年军事政变
儘管托羅政權頒布了諸如將標準石油公司國有化等廣受歡迎的法案，但也招致了一些民众和軍人不滿。布施本人對托羅永無止境的實用主義和政治妥協感到不滿，在他看來，這些妥協毫無意義。1937年7月10日，在拉巴斯舉行的一次會議上，退伍軍人軍團選舉布希為該組織的首领，這項決定刻意拒絕托羅作為退伍軍人運動的首领。
第二天，布施秘密會見了托羅和恩里克·佩尼亞蘭達將軍，並告知總統，他的政府不再受到軍隊的信任。隨後，布希要求托羅向軍队遞交一份共和國總統的辭呈，以象征性的方式讓大眾相信，軍隊完全可以自由地回應公投。托羅確信，當駐軍確認對他的信任並請他繼續擔任國家元首時，他會再次掌權。實際上，布施向隱瞞了大多數軍方首領已經反對托羅的事实。然後，布施却虛張聲勢地提出讓佩尼亞蘭達擔任軍政府主席，但不出所料地遭到了拒絕，這也為布施接替托羅鋪平了道路。
托羅的辭呈從未送達军方。同年7月15日，軍方找藉口将托罗押送至機場，他也被驱逐至智利。政變的結果是，赫爾曼·布施於1937年7月13日接替托羅成為軍政府下一任領導人，並成为玻利维亚事實上的總統，他也因此成為玻利維亞歷史上第五年輕的總統，也是該國獨立後出生的最年輕的總統。

## 就任总统
儘管布施是一位民族英雄，但他的政治傾向卻不為大眾所知。左派和右派都認為他會從托羅的軍事社會主義回歸到傳統的政治建制派，而他本人也幾乎沒有透過他關於「民族復興」和「維護公共秩序」的模糊言論來澄清這種觀點。因此，布施甚至否認他的政變受到了標準石油公司的支持，並聲稱新政府無意歸還該公司被沒收的財產。
布施上任後組成的內閣表明他的政權難以明確执政意識形態。布施任命右翼人士費德里科·古鐵雷斯·格拉涅尔（Federico Gutiérrez Granier）担任財政部長，格拉涅爾也曾在何塞·路易斯·特哈达·索尔萨诺政府時期擔任財政部長，具有經濟保守主義傾向。而布施推翻了索尔萨诺的政权。儘管如此，布施還是允許部長废除托羅時代的許多政策，關閉了由國家補貼的食品店，取消了各種消費品補貼和經濟支持專案。
布施也允許軍方中較保守的高級軍官在他執政期間重新出馬任职。1938年1月，布施指控佩尼亞蘭達將軍密謀政變。但布施沒有罷免佩尼亞蘭達的职务，而是向他發起挑戰，要求決鬥，勝者將擔任總統。這項指控和挑戰深深冒犯了佩尼亞蘭達，他勃然大怒，隨後辭去了軍隊總司令的職務，並憤然離開了政府官邸。而布施卻絲毫沒有阻止佩尼亞蘭達的繼任者，新任命的卡洛斯·金塔尼利亞將軍對其他年輕左翼軍官的公開清洗，不少年轻军官因此被解职。但國會中的左翼议员擔心失去軍中盟友，並對此向当局施加壓力，這場清洗才得以停止。
另一方面，布施政權在也採納了托羅政府的許多激進元素，他任命統一社會主義黨領袖恩里克·巴爾迪維索為外交部長，任命溫和的社會主義者加布里埃爾·戈薩爾韋斯為軍政府秘書長。

### 1938年国民大会

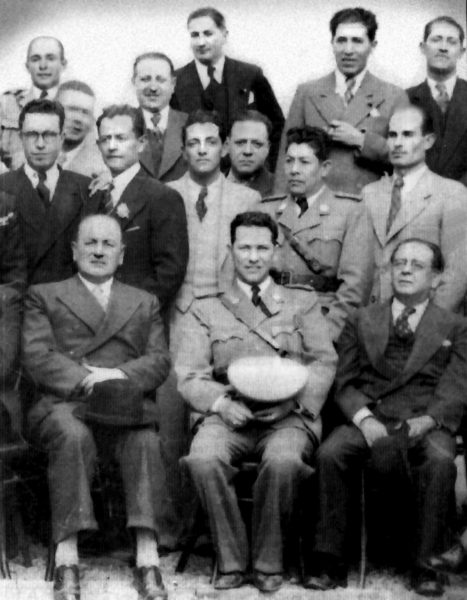
布施與参加1938年制宪会议的政治人物

托羅担任總統期间，曾主张玻利維亞在1937年召開國民大會，並於隔年舉行。布施接替托罗担任总统後，其與軍政府呼籲在1938年5月23日至10月30日舉行制憲會議及選舉，並負責修改《宪法》。這次大會為戰後出现的新興政治勢力提供了一個機會，讓他們能夠對抗戰前出现的、主张維持舊秩序的正統共和黨、自由党和社會主義共和黨。
儘管布希接受了傳統政黨的支持，亦允許財政部長古鐵雷斯·格拉涅尔與他們進行談判，但他也採納了托羅關於工會在政府中的代表權的計劃，允許玻利維亞工人工會聯合會、退伍軍人軍團加入社會主義單一陣線選舉聯盟中的溫和派或激進派左翼政黨，而布希在即將舉行的立法選舉中也支持該聯盟。面對布施領導的這項新運動，除了加入了社會主義單一陣線的社會主義共和黨外，其他傳統政黨均退出了選舉，使得所謂的「查科一代」（Generación del Chaco）以壓倒性優勢獲勝，並完全控制了國民大會。1938年5月27日，大會選舉布施為總統，恩里克·巴爾迪維索為副總統。兩人均於隔日就職，任期至1942年8月6日。
同年10月30日，大會成功通過了《1938年玻利維亞憲法》。這部憲法因其社會主义性質，成為玻利維亞歷史上最重要的憲法之一。新憲法正式確立國家對勞工權利的保护，政府可调节最低工資、年假，提供社會保障事務，亦保障玻利維亞原住民社區的合法权益、向原住民教育專案挹注資金，從而在法律的形式上保障了社會正義
。

### 宪政体制下的总统
布施透过国民大会选举出任总统後，便致力改善與邻国的外交关系。玻利維亞也於1938年7月21日與巴拉圭在布宜諾斯艾利斯簽署了《和平、友好及邊界條約》，条约签署后，查科戰爭也正式結束。條約规定玻利維亞将查科北部地區約75%的土地割讓給巴拉圭，但布施也提出了一个附带条件，规定玻利維亞籍的船只享有在巴拉圭河、皮科马约河的通行權。

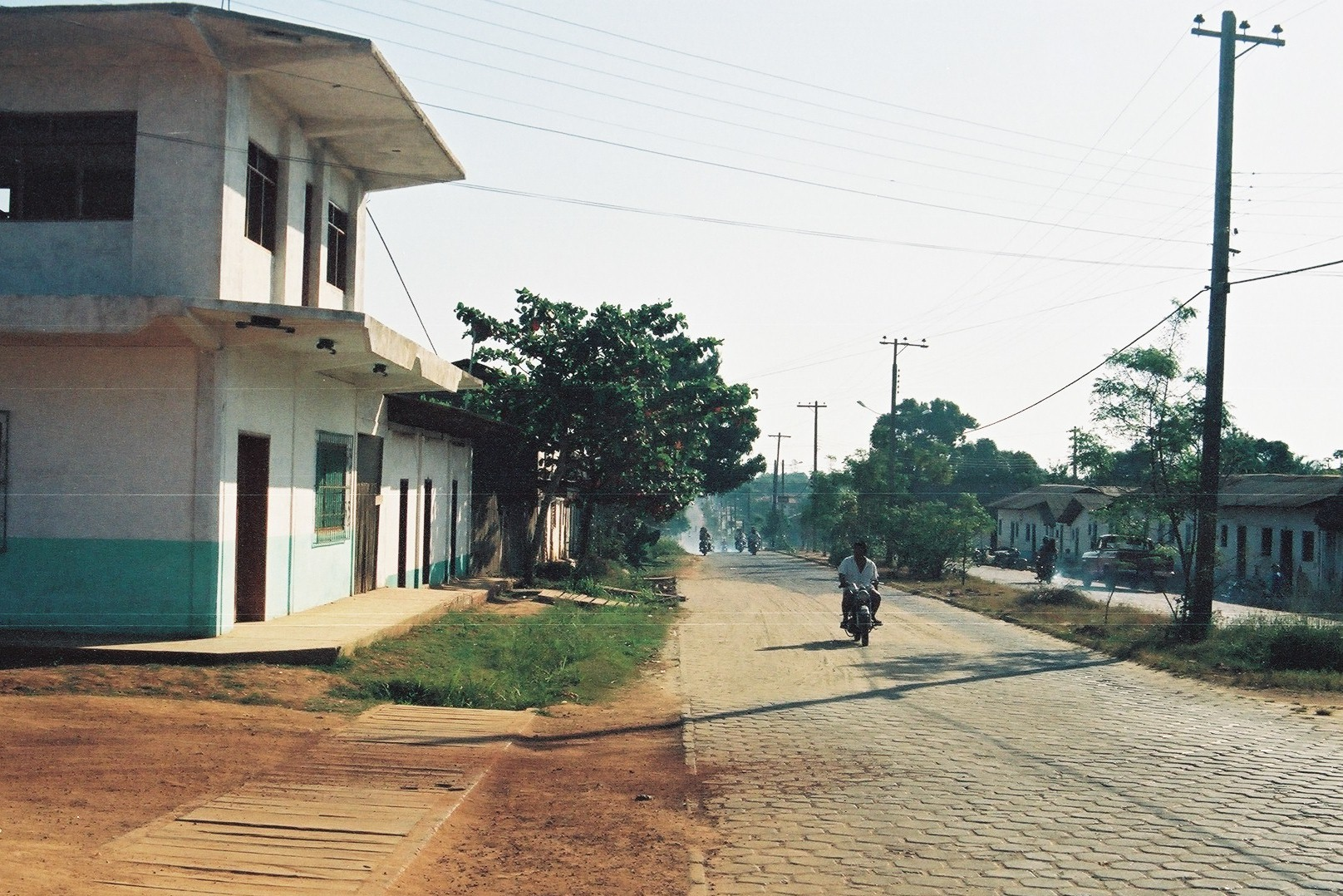
里韦拉尔塔街景，里韦拉尔塔民众要求提高当地政治地位的呼求促成了潘多省的建立

在内政上，布施加强中央政府對边远地区的控制，1938年9月24日，布施頒布法令，决定設立该国第九个省份——潘多省，其名称来源于曾指揮阿克里戰爭的前總統何塞·曼努埃爾·潘多的名字。在该省份建立前，当地为隸屬於中央政府農業、灌溉和殖民部的西北領地（Territorio Nacional de Colonias del Noroeste），該領地也选出了2名参议员、4名众议员参加国会。布施設立該省的目的是為了賦予該地區更高的政治地位，並促進人口和經濟成長。因為里韋拉爾塔等地的居民渴望当地成为一個新興省份的首府。然而，在國會召开期間，該領地代表團加入了由聖克魯斯省和貝尼省代表組成的“東方集團”，並決定將里科港而非里韋拉爾塔定為首府，後者迄今仍屬於貝尼省。1945年，潘多省首府遷至科維哈。
潘多的成立也恰逢聖克魯斯省的市政週年紀念日。雖然一些當代歷史學家推測，這可能是由於布施與來自聖克魯斯的地主和商人之間存在友誼或姻亲關係，而這些人也有兴趣投资貝尼、潘多二省，但歷史學家、前總統卡洛斯·梅薩也指出：“1938年的省級紀念活動並不像今天這樣具有重要意義...或存在對地區認同的肯定。我完全不相信布施有意將潘多省的創建日期與當時聖克魯斯市政週年紀念日放在同一天，以吻合精英階層的所謂利益。”

#### 左翼分裂
布施總統任期的大部分時間都深陷於制定新政治框架（議會、新憲法）的程序性問題中，儘管他聲稱的目標是「深化」托羅的軍事社會主義，卻未能通過許多有意義的改革。儘管各派左翼勢力在國內不斷壯大，他們仍處於不斷變動之中。新議會是特哈達·索爾薩諾被推翻後成立的第一個議會，而大多數傳統政黨成員退出，意味著國會中幾乎沒有經驗豐富的政治家。各政黨為了組成可行的聯盟而加入又分離，但真正的全國性政黨離不開堅實的領導層，而布施卻未能夠團結這些黨派。与此同时，前國民大會主席雷納托·里韦林（Renato Riverín）與布施的親密顧問加布里埃爾·戈薩爾韋斯聯手，將巴爾迪維索領導的溫和派統一社會主義黨與維克托·帕斯·埃斯登索羅領導的獨立社會主義黨等更激進的團體聯合起來。然而，這個受政府支持的社會黨各成員對布施缺乏承諾表示擔憂，因為他更習慣於軍隊的絕對指揮結構，而不是更具合作精神的文官政治。
1939年3月，總統的政治盟友圈大大縮小。當月，副總統恩里克·巴爾迪維索放棄了對溫和社會主義者的領導職位，促使他們進一步左傾。不久之後，戈薩爾韋斯於18日辭去了政府部長一職，全心投入他作為玻國駐圣座大使的外交工作中，從而退出了玻利維亞國內政治的倾轧。当时，布施试图組建一个全國性的社會主義黨，但戈薩爾韋斯的繼任者比森特·萊頓（Vicente Leytón）明确拒絕加入。儘管布施宣布將列出自己提名的国会议员候選人名單，但統一陣線的破裂對面临当年5月国会選舉的左翼政党而言並非好兆頭。
1939年5月1日，流亡智利的玻國资深政治家包蒂斯塔·萨韦德拉去世，傳統政黨隨之改革，這也令布施的麻煩也隨之增加。薩維德拉去世後，甚至在他病重之前，傳統政黨就废止了他與溫和左翼邊緣勢力互動的政策。1939年3月22日，正統共和黨、自由黨、社會主義共和黨三黨擱置分歧，加入了「協和」選舉聯盟。他們公開要求結束軍方對政治的干預，並接受寡頭政治的支持，亦宣布提名了許多国会议员候選人。

#### 招揽移民

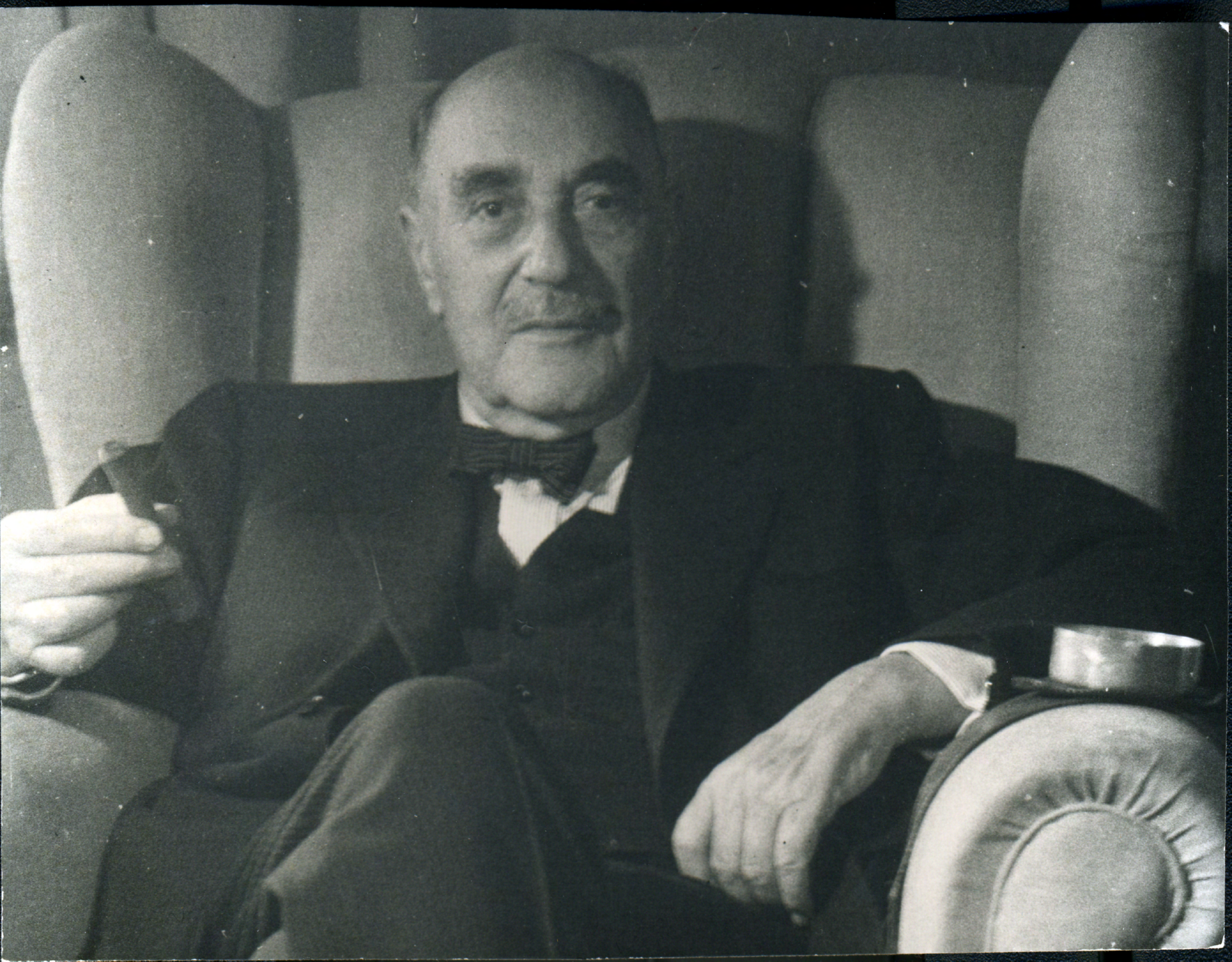
支持犹太人移民玻利维亚的富商莫里茲·霍赫希爾德，他是玻利维亚“锡矿三巨头”之一

在布施政府面臨的日益複雜的問題中，移民事件應運而生。這起醜聞的根源在於1938年6月，布施政府突然宣布放宽玻利維亞的移民政策，6月9日，该国農業和移民部長胡里奧·薩爾蒙（Julio Salmón）宣布終止對猶太移民的特殊限制。雖然此舉的動機很可能是為了搶在巴拉圭之前讓猶太人在大查科地区定居，但這卻使玻利維亞成為當時世界上唯一一個允許無限制猶太移民的國家，這與軍隊強烈的國家社會主義和親德國傾向背道而馳。
這項由被稱為「玻利維亞辛德勒」的莫里茲·霍赫希尔德支持的專案，預計將帮助1萬名歐洲猶太人在一年內移民玻利維亞。由于签证申請者众多、申請人的迫切願望，以及玻國外交部門專業性不足和薪資低等問題，濫用職權的情況不可避免地發生了。玻利维亚駐巴黎總領事要求所有簽證必須透過大使館辦理，而該大使館向猶太移民收取的簽證費高達一萬至兩萬法國法郎，此事经由媒体曝光後引發了一場醜聞，布施及其政府受到了嚴重違反道德規範的指控，为平息各界人士的不满，布施政府下令解除了涉事人員的职务。

### 建立独裁统治

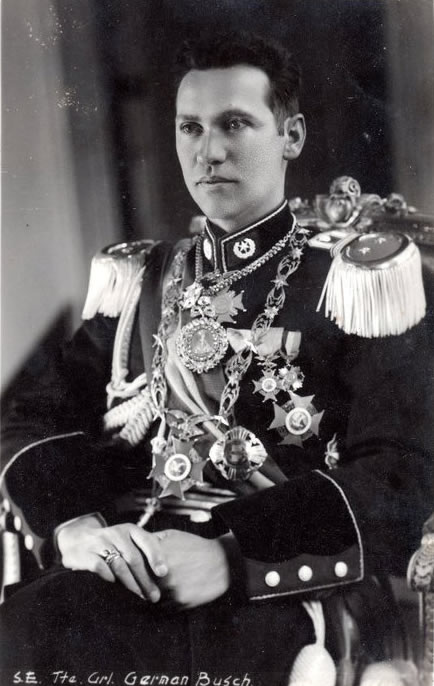
坐在克马多宫中的赫尔曼·布施

面對移民醜聞，加上布施對自己為數不多的改革措施所取得的成果感到不滿，以及缺乏來自左翼的支持，厭倦了在复杂的議會政治中摸索前行的布施於1939年4月24日宣布實行極權統治，從而將他辛辛苦苦創立的政治體制徹底廢止。当天中午時分，布希發表了《致全國宣言》，內容如下：
我曾經將政黨重組視為理想...我認識到自由民主的必要性...我主張廣泛的新聞自由所帶來的便利。然而，我看到[取而代之的]是放蕩不羈的風氣...一種顛覆性和煽動性的發酵正在滋生，毒害著國家環境...面對這種情況，...從今天起，我將組成一個充滿活力、紀律嚴明的政府，並堅信這是唯一能夠讓玻利維亞在國內外煥發活力的途徑。
之后，國會暫停议事，即將舉行的選舉也被取消，1938年憲法雖仍然有效，但從此將透過行政命令執行。在接下來的幾個月裡，布施頒布了其政府時期一些最重要的政令及法律，包括將各條鐵路和工業以及中央銀行國有化。1939年5月24日，布施签署法令通過了《勞動法典》（Código del Trabajo）。這部後來被稱為《布施法典》（Código Busch）的勞動法，是勞工領袖瓦爾多·阿爾瓦雷斯（Waldó Álvarez）早期草案的具體化，並最終促成了長期以來呼籲的社會和勞動改革。該文件規定政府保障工作安全、事故賠償、帶薪休假和劳资方集體談判等权益。
1939年6月7日，布施頒布了另一条针对锡矿产业的法令。該法令要求將錫礦出口所得的全部外匯收入上繳中央銀行，中央銀行將返還其經核實的所需外匯，並最多返還5%用於向股東支付股息。其餘部分將以141玻利維亞諾兌1英鎊的匯率返還給股東。在海外擁有營運資本的公司必須在120天內將其匯至中央銀行，任何抵抗該法令的行為都將被視為叛國行為，並受到相應的審判和懲罰。雖然這項措施並非旨在挑戰礦山的私有制，但它首次為政府提供了一種有效途徑來獲取玻利維亞強大的錫業的部分收益，並確立了國家干预國家經濟的權利。
這項法令是布施執政期間最受歡迎的法令，民眾对此的熱情甚至堪比当年托羅將標準石油公司國有化之时。另一方面，它也使布施成為了玻利維亞錫礦三巨头的公敵，他们异口同声地譴責這項新法律，並爭取保守派「協和」選舉聯盟的支持來反對它。与此同时，據外交部長愛德華多·迪耶斯·德梅迪納稱，「大型礦主財團...認為總統的態度威脅到了特權群體的主導地位，因此激烈的反對这项法令。布施收到了來自全國各地的匿名威脅。」布施本人承認了這一點，並在頒布法令時宣稱：“我知道這一步對我的政府來說意义極其最大，許多危險在等待著我。但這沒關係，我正在為玻利維亞人民而戰，如果我倒下，我的倒下將伴隨著一面偉大的旗幟：玻利維亞的經濟自由。”

## 逝世与争议

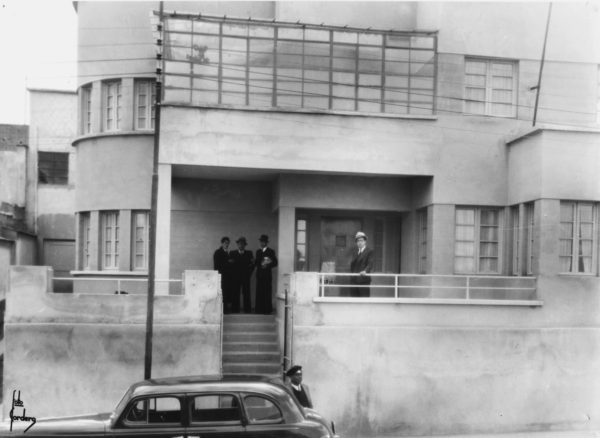
赫尔曼·布施位于米拉弗洛雷斯的居所

在生命的最後幾週，媒體對布施政府的壓力越來越大。針對他治国能力的攻擊包括「他太年輕，缺乏經驗，無法執政」以及「他没文化、没知識」等。布施的困境因個人問題而加劇，当时，他的母親去世，但出席其葬禮的人不多，另一方面，他因牙齒疾病不得不服用止痛藥來緩解疼痛。歷史學家巴勃羅·米歇爾（Pablo Michel）也認為，布希可能患有未確診的創傷後壓力症候群，從1936年到1968年间，這種疾病在玻利維亞導致超過400名查科戰爭老兵自殺。
1939年8月18日，牙醫何塞·羅薩·基羅加（José Rosa Quiroga）为布施治疗牙齿，拔掉了他的門牙，影響了他的美觀。此後，布施就沒有再去過总统府克馬多宮，而是在他位於米拉弗洛雷斯的小家裡處理行政事務。他與妹夫埃利奧多羅·卡莫納上校、他們各自的妻子瑪蒂爾德·卡莫納、埃利薩·托爾內以及他們的孩子住在一起。8月21日，瑪蒂爾德和埃利奧多羅的妹妹莉亞·卡莫納結婚的里卡多·戈伊蒂亞少校的家人從瓜基趕來拉巴斯，為埃利奧多羅·卡莫納慶祝第二天的生日。

### 疑似自殺

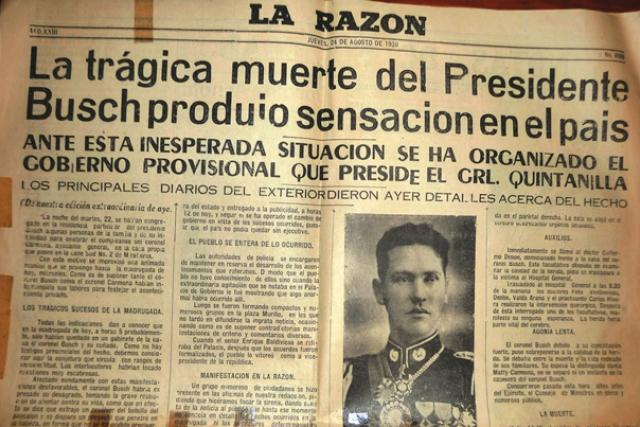
1939年8月24日，《公理報》报导布施逝世的版面

8月22日晚上9點，布施和妻子最後一次拜訪牙醫羅薩·基羅加後回到家中，開始為埃利奧多羅·卡莫納慶祝生日。雖然布施在晚餐時表現得很開心，但瑪蒂爾德後來回憶說，「這只是假裝的快樂」。8月24日，《每日新聞報》晨版刊登了戈伊蒂亞（Goitia）少校的敘述：「一切都在溫馨的家庭氛圍中進行，直到[8月23日]凌晨三點，出席者才散去。這時，[布施]才想起桌上留下了許多需要處理的文件，並告訴卡莫納和[戈伊蒂亞]他想審閱並簽字。然後，我提醒总统，時間已經很晚了，应该早点休息。但总统回答說：『三百萬玻利維亞公民的重擔壓在我的肩上，我必須確保他們的福祉和國家的進步，但在這項工作中，誤解、缺乏合作以及敵人的暗中行動阻礙了我的工作。』[...] 就在那時，[...] 我注意到总统正遭受精神崩潰的折磨[...]，並看到他從褲裡掏出一把手槍，随后，我抓住他的手，為了阻止他用手槍自盡，埃利奧多羅·卡莫納也试图阻止他，第一槍從窗戶射出。」
第一槍發生在凌晨5點20分。據報道，瑪蒂爾德被槍聲驚醒，但她沒有立即入睡，並問管家弗朗西斯科·梅迪納：「發生了什麼事？」管家回答說：「上校開槍了。」這時，瑪蒂爾德決定不去干预，回到了自己的臥室。卡莫納報告說，他和戈伊蒂亞試圖從布施手中奪槍，但「不可能」。十分鐘後，凌晨5點30分，卡莫納回憶道：「[布施]輕聲示意我們停下來，我們以為他已經冷靜下來了，但他突然推了我們一下，舉起手臂，開了一槍。他的頭向右側倒在桌子上，槍也掉在地上。我扶住他的頭，撿起槍，放在桌子上讓他解釋這個槍出現在桌子上的細節。

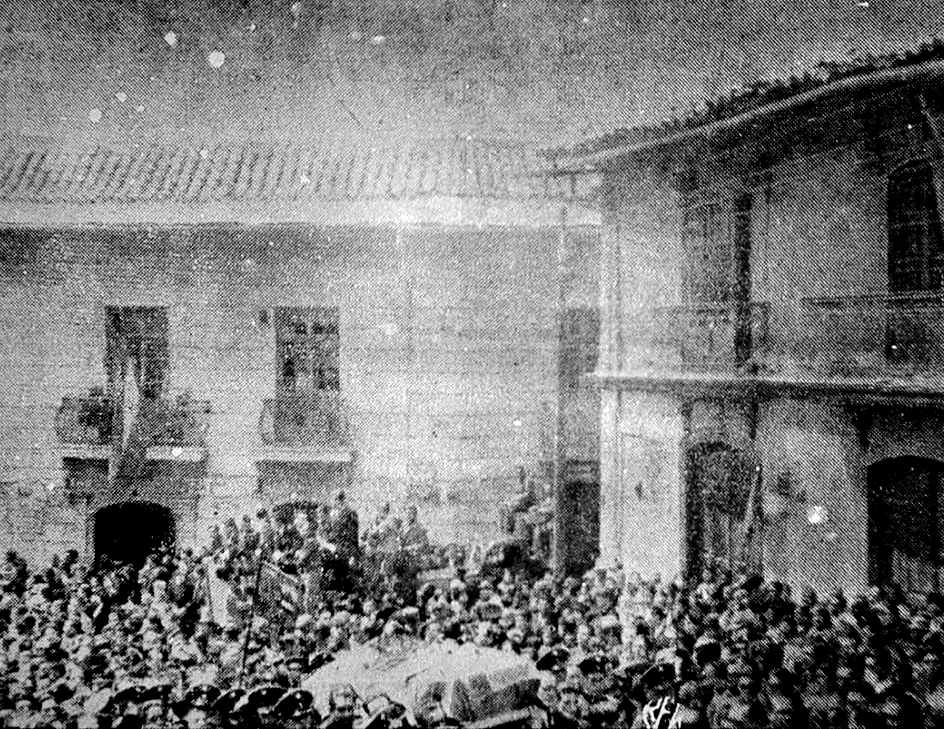
1939年8月，参加布施葬礼的民众

當時，埃利奧多羅·卡莫納的妻女艾莉莎和約蘭達在戈伊蒂亞的妻子莉亞的陪同下，離開家去尋找住在一個街區外的外科醫生吉勒摩·德貝（Guillermo Debbe）。德貝趕到後，布施被安置在走廊裡，直到第二位醫生費利克斯‧本特米利亚斯（Félix Veintemillas）到來。費利克斯看到布施的伤势後，告訴其家人已经「無藥可救」。儘管如此，在卡莫納的人身威脅和瑪蒂爾德的懇求下，韋恩特米利亞斯還是將布施送往綜合醫院進行手術。8月23日上午，布施接受了一場手術，但医师也难以妙手回春，並宣告他於下午2點45分去世。

### 爭議
在醫院裡，除了布施的家人和副總統巴爾迪維索的家人外，幾乎沒有其他護理人員。在布施去世前，卡洛斯·金塔尼利亞將軍認為他不太可能康復，便對克馬多宮進行了軍事佔領，認為由於布施於4月就已開始獨裁統治，憲法繼承權已失效。布施過世後，玻利維亞菁英中較為保守和親寡頭的勢力迅速恢復元氣。而金塔尼利亞在向全國發表的廣播演說中宣布自己為臨時總統，負責召集新的選舉，並使政壇恢復到托羅總統任期之前的傳統狀態。
路易斯·托羅·拉馬略（Luis Toro Ramallo）在其於1940年出版的著作《布施已死，誰還活著？ 》（Busch ha muerto. Quien vive ahora?）中寫道，當時全城流傳著關於總統之死的猜測，「騷亂和革命已然爆發」。另一方面，人們“私下議論紛紛”，高聲反對“政變領袖”金塔尼利亞。當時，玻利維亞人普遍認為，布施是被锡矿三巨头差人谋杀身亡的。
為了強化布施自殺的說法，金塔尼利亞政府於8月24日發表聲明，宣称当局充分記錄了布施之死的全部證據，並表明他的逝世是「出於強烈的愛國主義悲痛而自願做出的」。 同年9月28日，屍檢報告發布，法医给出的結論稱布施「可能為自殺」。「由於近距離射擊留下的痕跡...加上傷口已沖洗癒合，難以辨認，因此無法斷言自殺」。後來，該案於1939年10月5日最終裁定：「布希總統在其私人住宅的辦公桌上，使用一把柯爾特32左輪手槍，透過自殺結束了自己的生命」。但這項裁決引發了爭議。
1944年，國會議員埃德蒙多·羅卡（Edmundo Roca）和上尉胡利奧·龐塞·德萊昂（Julio Ponce de León）指控埃利奧多羅·卡莫納上校是“殺害布施的主要兇手”，並要求“在恢復正常司法审判前將其監禁”。因此，調查重新開始。1944年8月31日，《街报》（La Calle）報道稱，這些指控源自於卡莫納在查拉瓜發表的「言論」。據後來在審判中作證的欧弗拉西奥·布魯諾（Eufracio Bruno）中尉稱，他問卡莫納：「為什麼輿論認為你是殺害布施的兇手？」醉酒的卡莫納回答說：「是的，我殺了他，現在你想要什麼？」布魯諾還指出，在警官胡利奧·加尼卡（Julio Garnica）的生日那天，卡莫納證實「這隻手臂殺死了布施上校，價值一萬八千美元」，意指卡莫纳指使加尼卡谋杀了布施。司法审判最終沒有定論，並因1946年比利亞羅埃爾政府的倒台而中斷。

### 當代分析
赫爾曼·布施的父親巴勃罗·布施等家人也支持布施是被姻亲卡莫納家族暗殺的理論。據赫爾曼的侄女莉拉·阿維拉·布施所說，當她的祖父巴勃罗在其位於熱那亞的住所收到布施死訊時，他憤怒地將電報扔了出去，並聲稱“這是卡莫納家族的所作所為”。布施的外甥埃爾蘭·瓦卡·迪耶斯（Herlan Vaca Díez）聲稱，他的舅舅古斯塔沃·布施（亦即赫爾曼·布施的兄弟）曾與參加布施的管家交談過。「他總是說卡莫納不僅殺了赫爾曼，之前還殺過別人。」但学者羅伯特·布羅克曼反駁了這些說法，問道：「千里之外的巴勃罗知道卡莫納家族謀殺了赫爾曼嗎？他是怎麼知道的？」並且「管家梅迪納所暗示的角色充其量也站不住腳」。
作家奧古斯托·塞斯佩德斯在其著作《被絞死的總統》（El presidente colgado）中指出：「布施的自殺對大型矿山业者來說時機恰到好處，即使在今天，我們也不得不認為這是一次戰略性暗殺」。然而，像布羅克曼這樣的當代歷史學家認為，自殺的說法最站得住腳。布羅克曼認為：“警方在現場進行的徹底調查，證實了自殺的事實，卻被輕描淡寫地忽略了。在玻利維亞，保守秘密是不可能的，編造並維持如此精心編造的謊言近八十年，根本不可能。”布羅克曼同时指出，在1938年至1939年間，布施至少六次試圖自殺：“所以，當你把警方記錄和證人的證詞加在一起時，你會發現他有明顯的自殺傾向。”

## 遗产

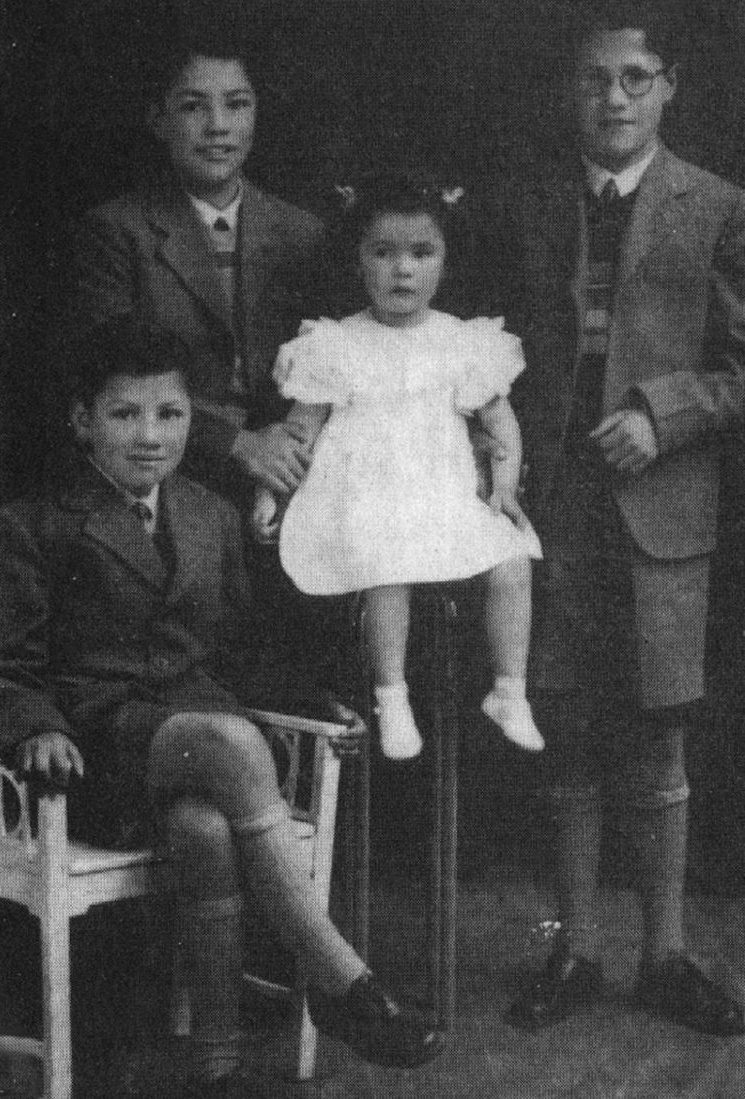
布施的四个子女：赫爾曼、奧蘭多、瓦爾多及格洛麗亞

羅伯特‧布羅克曼描述布施「如同希臘的半神或英雄...他所觸及的一切都會產生巨大的衝擊力，產生意想不到的後果，並引發巨大的變革，無論布施是否有意為之」。又称布施「毫無疑問，他是國家神話的一部分」。学者赫伯特·S·克萊因则將布施的政治領導能力描述為“無法進行連貫、集中的指導”，但他也指出，布施的政府首次允許更多改革主義思想在國家舞台上發出聲音，標誌著“玻利維亞民族共識的終結和毫不妥協的階級衝突的開始”，並认为其统治最终导致了1952年的玻利維亞民族革命。中国学者王云飞也持有與克莱因相似的观点，认为布施的统治为玻利維亞的民主改革力量铺平了前进的道路。
赫爾曼·布施與妻子瑪蒂爾德·卡莫納共育有赫爾曼、奧蘭多和瓦爾多三個兒子，以及一個出生於1940年的遗腹女格洛麗亞。另外，於1979年11月統治玻利維亞16天的阿尔韦托·纳图什上校则是布施的外甥。

### 與法西斯主義的連結
由於歷史上玻利維亞軍隊中曾有一些德國顧問和受過德國訓練的士兵，加上布施本人也有部分德國血統，有学者认为其有纳粹主义傾向；1937年掌權僅一周後，他就向德國公使館請求派遣經濟和石油顧問，這進一步加深了人們的懷疑。1939年4月9日，在他於当月24日宣布獨裁統治前不久，布施曾與德國駐玻利維亞公使恩斯特·溫德勒通話，請求德國提供“道義和物質支持”，以帮助玻利維亞“向極權主義國家形式過渡，並建立國家秩序和權威”。為此，布施幾乎在政府行政的各個領域都试图尋求德國顧問的協助。儘管溫德勒表示有興趣，但德國政府最終於4月22日拒絕了布施的請求，稱其希望避免「採取引人注目的措施，例如派遣顧問團隊」。
雖然布施同情納粹意識形態的某些元素，但他從未認同其關於種族和反猶太主義的基本理念，這從他支持猶太人移民玻利維亞以及譴責種族主義和地方主義的東方社會黨中可見一斑，布施亦指控东方社会黨的理念構成了“對民族團結的攻擊”。
同時，布施被描述為一個反自由主義者，他對玻利維亞近40年腐敗的自由主義政府感到失望。而布施和玻利維亞軍事社會主義時代的到來，正值反法西斯主義興起以及二戰後國家社會主義與馬克思主義的激烈分裂之前。在1930年代的玻利維亞，儘管存在著從國家社會主義到左翼社會主義，再到溫和社會主義的各種社會主義思想，但其界限尚未清晰。

### 对布施的纪念

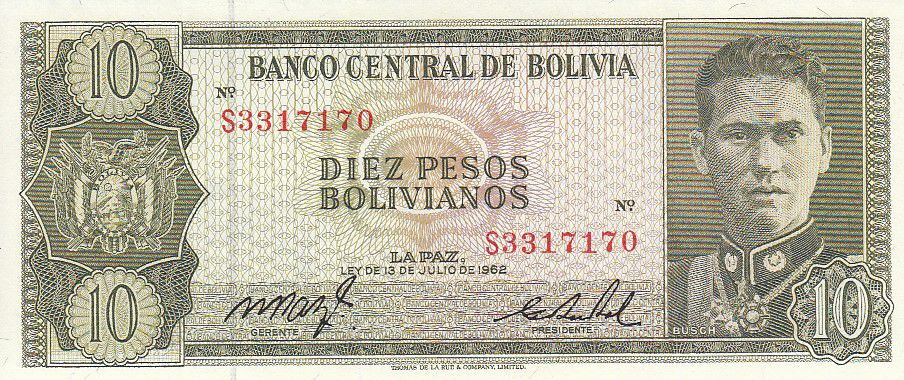
繪有赫尔曼·布施肖像的玻利維亞10比索纸币

玻利維亞的一些地方以赫尔曼·布施的名字命名，埃尔南·西莱斯·苏亚索二度出任总统後，於1984年11月30日签署了第672號法律，在聖克魯斯省設立了赫尔曼·布施县，该县的布施港则是巴拉圭河上的一個河港。布施港建设專案曾长期受到玻利維亞政府忽视，直到玻利維亞在海牙國際法庭因出海口訴求案敗於智利後，它才重新成為该国重要的戰略商業和内河水运枢纽。玻利維亞首都拉巴斯有一座赫爾曼·布施的紀念碑，潘多、貝尼和聖克魯斯等省份也设有他的雕像。玻利维亚已不再发行的舊货币玻利维亚10比索纸币上也繪有布施的肖像。

### 脚注
1. ↑  Gisbert（2003年），第27页
2. ↑  Céspedes（1968年），第236页
3. ↑  Bailey & Nasatir（1968年），第639页
4. 1 2  Ortega, Erick. . La Razón. 2019-10-02  [2021-07-08]. （原始内容存档于2022-09-22） （西班牙语）.
5. ↑  Lijerón（2011年），第20页
6. 1 2 3  Brockmann, Robert. . Página Siete.   [2021-01-31]. （原始内容存档于2021-02-05） （西班牙语）.
7. ↑  Lijerón（2011年），第21页
8. 1 2  Brockmann, Robert. . Urgentebo. 2025  [2021-07-08]. （原始内容存档于2022-09-22） （西班牙语）.
9. ↑  Lijerón（2011年），第23页
10. ↑  Lijerón（2011年），第24页
11. ↑  Brockmann（2017年），第ch. 3, 13–17页
12. ↑  Brockmann（2017年），第ch. 4, 13–14页
13. ↑  Brockmann（2017年），第ch. 4, 12-16页
14. ↑  Brockmann（2017年），第ch. 4, 18–19页
15. ↑  Brockmann（2017年），第ch. 4, para. 20页
16. ↑  . Time. 1939-05-08  [2021-07-08]. ISSN 0040-781X. （原始内容存档于2021-07-09） （美国英语）.
17. ↑  Brockmann（2017年），第ch. 4, para. 21–22页
18. ↑  . Opinión. 2013-08-09  [2021-07-11]. （原始内容存档于2021-07-11） （西班牙语）.
19. ↑  Brockmann（2017年），第ch. 5.1, para. 2–3页
20. ↑  Azurduy（1939年），第46–47页
21. ↑  Brockmann（2017年），第ch. 5.1, para. 5–9页
22. ↑  Brockmann（2017年），第cch. 5.1, para. 10, 12, 15页
23. ↑  Brockmann（2017年），第ch. 6, para. 2, 10页
24. 1 2  Lijerón（2011年），第25页
25. ↑  Brockmann（2017年），第ch. 6.1, para. 1–3, 8–9页
26. ↑  Brockmann（2017年），第ch. 7, para. 4页
27. ↑  Lijerón（2011年），第26页
28. ↑  Brockmann（2017年），第ch. 7, para. 7页
29. ↑  Casabianca & Boselli Cantero（2000年），第123–124页
30. 1 2  Brockmann（2007年），第218页
31. ↑  Brockmann（2017年），第ch. 7, para. 16页
32. ↑  Azurduy（1939年），第27–28页
33. ↑  Brockmann（2017年），第ch. 7, para. 20–21页
34. ↑  Azurduy（1939年），第32–33页
35. ↑  Brockmann（2017年），第ch. 7, para. 32–33页
36. ↑  Antezana Ergueta（1990年），第22–23页
37. 1 2  . educa.com.bo. 2014-11-18  [2021-02-25]. （原始内容存档于2021-02-05） （西班牙语）.
38. ↑  Urioste（1949年），第137页
39. ↑  Brockmann（2017年），第ch. 10, para. 7页
40. ↑  Brockmann（2017年），第ch. 8, para. 26页
41. ↑  Brockmann（2017年），第ch. 10, para. 3–4页
42. ↑  Klein（1967年），第167页
43. ↑  Klein（1965年），第31–32页
44. ↑  il Mulino（1973年），第837页
45. ↑  Klein（1965年），第32页
46. 1 2  Stefanoni（2015年），第3页
47. ↑  Álvarez（1986年），第90页
48. ↑  Gonzales Oruño（2018年），第190页
49. ↑  Gisbert（2003年），第270–271页
50. ↑  Klein（1965年），第38页
51. ↑  Gonzales Oruño（2018年），第80, 186页
52. ↑  Díaz Machicao（1954年），第25–26页
53. ↑  Klein（1965年），第39页
54. ↑  Klein（1965年），第49页
55. 1 2 3  王云飞（1994年），第106页
56. 1 2  Klein（1967年），第169页
57. 1 2  Klein（1965年），第51页
58. ↑  Querejazu Calvo（1977年），第160页
59. ↑  Klein（1965年），第52页
60. ↑  Gisbert（2003年），第254页
61. 1 2 3  Gisbert（2003年），第342–343页
62. ↑  Klein（1967年），第170页
63. ↑  Callejas, Marco Lora. . 2018. ISBN 978-99974-0-177-9 （西班牙语）.
64. ↑  Klein（1967年），第172–173页
65. 1 2  Klein（1967年），第170–171页
66. ↑  Gonzales Oruño（2018年），第131–132页
67. ↑  . Gaceta Oficial del Estado Plurinacional de Bolivia. 1938-05-27  [2021-10-21]. （原始内容存档于2024-12-28） （西班牙语）.
68. ↑  Gonzales Oruño（2018年），第132页
69. ↑  . www.lexivox.org.   [2021-02-25] （西班牙语）.
70. ↑  Smink, Veronica. . BBC Mundo (U.K.). 2009-04-28  [2021-07-14] （西班牙语）.
71. 1 2  Salinas, Juan Carlos. . El Deber. 2019-01-06  [2021-07-14]. （原始内容存档于2024-04-23） （西班牙语）.
72. ↑  Cadena, Patricia. . eju.tv.   [2021-02-25] （西班牙语）.
73. 1 2 3  . Sol de Pando-Diario Digital. 2020-09-24  [2021-07-09]. （原始内容存档于2025-02-13） （西班牙语）.
74. ↑  Klein（1967年），第173–176页
75. ↑  Molina Céspedes（2007年），第37页
76. ↑  Klein & 1967，第173页
77. ↑  Klein（1967年），第176页
78. ↑  Klein（1967年），第174页
79. ↑  Klein（1967年），第175页
80. 1 2  Klein（1967年），第176-177页
81. 1 2  Klein（1967年），第177页
82. ↑  . The New York Times. 1939-04-25  [2020-10-24]. ISSN 0362-4331. （原始内容存档于2024-11-27） （英语）.
83. ↑  Gonzales Oruño, Grecia América. . La Razón (Bolivia). 2021-05-09  [2021-07-29]. （原始内容存档于2024-02-20） （英语）.
84. ↑  Alcázar（1963年），第80页
85. ↑  Klein（1967年），第179页
86. ↑  . Gaceta Oficial del Estado Plurinacional de Bolivia. 1939-05-24  [2021-10-01]. （原始内容存档于2021-10-01） （西班牙语）.
87. ↑  Alcázar（1963年），第81页
88. ↑  . Gaceta Oficial del Estado Plurinacional de Bolivia. 1939-06-07  [2021-10-01] （西班牙语）.
89. ↑  Klein（1967年），第179–180页
90. ↑  Pinto Parabá, Miguel. . La Razón. 2019-08-25  [2021-02-25]. （原始内容存档于2021-06-07） （西班牙语）.
91. ↑  Pike（1977年），第253页
92. ↑  王萍; 寧锐. . . 中国北京: 中国大百科全书出版社. 2009  [2025-07-05]. ISBN 9787500079583 （中文（中国大陆））.
93. 1 2  Pike（1977年），第254页
94. ↑  Vilaboy, Sergio Guerra. . Informe Fracto. 2020-04-09  [2021-07-09]. （原始内容存档于2022-09-22） （西班牙语）.
95. ↑  Michel, Pablo. . Oxígeno Digital. 2015-08-23  [2021-07-09]. （原始内容存档于2023-06-13） （西班牙语）.
96. 1 2  Céspedes（1968年），第222页
97. 1 2 3 4 5  Pinto Cascan, Darwin. . ICEES. 2018-08-27  [2021-07-09]. （原始内容存档于2024-11-01） （西班牙语）.
98. 1 2  Gonzales Oruño, Grecia América. . Página Siete. 2019-10-08  [2020-10-04]. （原始内容存档于2020-10-07） （西班牙语）.
99. ↑  Alcázar（1963年），第86页
100. ↑  Céspedes（1968年），第224页
101. ↑  Céspedes（1968年），第235页
102. ↑  Céspedes（1968年），第237页
103. 1 2  Ramallo, Luis Toro. . Impreso en los talleres de la Editorial Nascimento. 1940 （西班牙语）.
104. ↑  Ergueta, Luis Antezana. . Librería Editorial "Juventud". 1992  [2025-07-06] （西班牙语）.
105. 1 2  . El Deber. 2025  [2021-01-31] （西班牙语）.
106. ↑  Céspedes（1971年），第13–15页
107. 1 2  Brockmann, Robert. . Página Siete.   [2021-07-09]. （原始内容存档于2021-07-11） （西班牙语）.
108. ↑  Herrera, Ricardo. . El Deber. 2017-07-08  [2021-07-09]. （原始内容存档于2024-04-19） （西班牙语）.
109. ↑  Klein（1967年），第178页
110. ↑  Klein（1967年），第184页
111. ↑  . El Deber. 2018-06-04  [2021-07-09]. （原始内容存档于2024-02-18） （西班牙语）.
112. ↑  Brockmann, Robert. . La Razón. 2027-06-04  [2021-07-09]. （原始内容存档于2025-01-22） （西班牙语）.
113. ↑  . Pittsburgh Post-Gazette. 1941-07-22  [2023-02-09] （英语）.
114. ↑  Blasier（1973年），第28-29页
115. ↑  Gonzales Oruño, Grecia América. . Página Siete. 2019-07-27  [2021-07-09]. （原始内容存档于2021-04-30） （西班牙语）.
116. ↑  Stefanoni（2015年），第13页
117. ↑  . Administración de Servicios Portuarios - Bolivia. 2020-10-22  [2021-07-14]. （原始内容存档于2025-04-27） （西班牙语）.
118. ↑  . educa.com.bo. 2016-10-27  [2021-03-12]. （原始内容存档于2025-06-12） （西班牙语）.
119. ↑  Martin Monestier. . Quartet Books. 1983: 107  [2025-07-06]. ISBN 9780704323681 （英语）.

### 文献
- Alcázar, Moisés.  (PDF). Tall. Gráf. Bolivianos. 1963 （西班牙语）.
- Álvarez, Waldo. . Imprenta y librería Renovación. 1986 （西班牙语）.
- Antezana Ergueta, Luis. . La Paz: Librería Editorial "Juventud". 1990 （西班牙语）.
- Azurduy, Luis. . Imp. artística, sucs. de A. H. Otero. 1939 （西班牙语）.
- Bailey, Helen Miller; Nasatir, Abraham Phineas. . Prentice-Hall. 1968 （英语）.
- Blasier, Cole. . Pittsburgh, Pennsylvania: Center for Latin American Studies – University of Pittsburgh. 1973 （英语）.
- Brockmann, Robert. . La Paz: Plural Editores. 2007. ISBN 978-99954-1-115-2 （西班牙语）.
- Brockmann, Robert. . La Paz: Plural Editores. 2017. ISBN 978-99954-1-768-0 （西班牙语）.
- Casabianca, Ange-François; Boselli Cantero, Cristina. . Lector. 2000. ISBN 978-99925-51-90-5 （西班牙语）.
- Céspedes, Augusto. . La Paz: Librería Editorial "Juventud". 1968 （西班牙语）.
- Céspedes, Augusto. . La Paz: Libreria Editorial "Juventud". 1971 （西班牙语）.
- Díaz Machicao, Porfirio. . A. Tejerina. 1954 （西班牙语）.
- Gisbert, Carlos D. Mesa. . La Paz: Editorial Gisbert. 2003 （西班牙语）.
- Gonzales Oruño, Grecia América.  (学位论文). Universidad Mayor de San Andrés. 2018  [2024-10-16]. （原始内容存档于2024-11-27）.
- Klein, Herbert S. . Hispanic American Historical Review. 1965, 45 (1): 25–52  [2024-10-16]. ISSN 0018-2168. doi:10.1215/00182168-45.1.25 . （原始内容存档于2024-06-06） （英语）.
- Klein, Herbert S. . The Hispanic American Historical Review. 1967, 47 (2): 166–184  [2024-10-16]. （原始内容存档于2023-01-15） （英语）.
- Lijerón, Arnaldo. . Fuentes, Revista de la Biblioteca y Archivo Histórico de la Asamblea Legislativa Plurinacional. 2011, 5: 19–30  [2024-10-16]. ISSN 1997-4485. （原始内容存档于2024-02-18）.
- Mallory, Walter H. . New York City, New York: Harper & Bros. 1940. ISBN 978-0-598-76240-5 （英语）.
- Molina Céspedes, Tomás. . Cochabamba: Grafica "J.V.". 2007 （西班牙语）.
- Pike, Fredrick B. . Cambridge, Massachusetts: Harvard University Press. 1977. ISBN 978-0-674-92300-3 （英语）.
- Querejazu Calvo, Roberto. . Cochabamba: Editorial Los Amigos del Libro. 1977 （西班牙语）.
- Ramallo, Luis Toro. . 1940 （西班牙语）.
- Stefanoni, Pablo. . T'inkazos. Revista Boliviana de Ciencias Sociales (La Paz). 2015, (37)  [2024-10-16]. ISSN 1990-7451. （原始内容存档于2021-07-12）.
- Urioste, Ovidio. . Cochabamba: Editorial Canelas. 1949 （西班牙语）.
- 4–6. Bologna: Società Editrice Il Mulino. 1973 （意大利语）.
- 王云飞. . 史学月刊. 1994: 106–107. CNKI SXYK403.018 （中文（中国大陆））.